# Manjacos
Os manjacos (em manjaco: Manjaku) são um povo que habita as ilhas de Pecixe e Jata e as margens dos rios Cacheu e Geba, na Guiné-Bissau. O nome do povo significa "eu digo-te".
A língua manjaca está classificada como parte das línguas Senegal-Guiné, que são uma subdivisão das línguas atlânticas.
Existem grandes comunidades de manjacos no Senegal, França, Gâmbia, em Portugal e nos países envolventes da Guiné-Bissau.